# Bo Spellerberg
Bo Spellerberg, né le 24 juillet 1979 à Gladsaxe, est un handballeur Danois évoluant au poste d'arrière. 
Hormis un intermède de 2 mois en Espagne au CB Cantabria Santander en 2008, il effectue toute sa carrière au Danemark, essentiellement au KIF Kolding, club devenu KIF Copenhague en 2013. En 2018, il quitte le KIF Kolding (devenu KIF Copenhague) après 16 saisons pour devenir entraîneur-joueur dans le club suisse du TSV St. Otmar Saint-Gall.
Il est marié avec la handballeuse danoise Louise Svalastog Spellerberg.

## Palmarès
Compétitions nationales
- Vainqueur du Championnat du Danemark (6) : 2003, 2005, 2006, 2009, 2014, 2015
- Vainqueur de la Coupe du Danemark (4) : 2005, 2007, 2008, 2014

### Sélection nationale
Championnats du monde
- 13e place au Championnat du monde 2005,  Tunisie
- Médaille de bronze du Championnat du monde 2007,  Allemagne
- 4e place au Championnat du monde 2009,  Croatie
- médaillé d'argent au Championnat du monde 2011,  Suède
- Médaille d'argent du Championnat du monde 2013,  Espagne
- 5e place au Championnat du monde 2015,  Qatar

Championnats d'Europe
- Médaille de bronze au Championnat d'Europe 2002,  Suède
- Médaille de bronze au Championnat d'Europe 2006,  Suisse
- Médaille d'or au Championnat d'Europe 2008,  Norvège
- 5e place au Championnat d'Europe 2010,  Autriche
- Médaille d'or au Championnat d'Europe 2012,  Serbie
- Médaille d'argent au Championnat d'Europe 2014,  Danemark

Jeux olympiques
- 7e place aux Jeux olympiques de 2008 à Pékin
- 6e place aux Jeux olympiques de 2012 à Londres

### Distinction personnelle
- élu meilleur joueur danois de la saison en 2006-2007
- élu meilleur joueur de l'année au Danemark en 2006 et 2013
- élu dans l'équipe-type du championnat du Danemark en 2004-2005, 2005-2006, 2013-2014 (arrière gauche) en 2015-2016 (demi-centre)